# Hydrozetes lacustris
 (mars 2020).
Espèce
Hydrozetes lacustris est une espèce d'acariens aquatiques de la famille des Hydrozetidae.

## Liste des sous-espèces
Selon Catalogue of Life (3 octobre 2019) :
- sous-espèce Hydrozetes lacustris lacustris (Michael, 1882)
- sous-espèce Hydrozetes lacustris parisiensis Grandjean, 1948